# Emir Kusturica
Emir Nemanja Kusturica (en serbio: Емир Немања Кустурица, Émir Kústuritsa; Sarajevo, Yugoslavia, 24 de noviembre de 1954) es un director de cine, guionista y músico serbio. En las décadas de 1980 y de 1990 obtuvo reconocimiento internacional como director de cine gracias a una serie de largometrajes.
Es uno de los directores que ha conseguido ganar dos Palmas de Oro del Festival de Cannes. Cuando recibió el premio por segunda vez, en 1995, señaló que sus maestros eran el francés Jean Renoir, el italiano Federico Fellini y el soviético Andrei Tarkovsky.
Kusturica es un director polémico por sus puntos de vista proyugoslavos durante las guerras yugoslavas y por sus críticas al modelo estadounidense y europeo.

## Biografía
Emir Kusturica nació el 24 de noviembre de 1954 en Sarajevo, Yugoslavia. Nacido bosnio y musulmán, se declaró públicamente serbio: su padre era un serbio convertido al islam, y por su parte Emir se convirtió al cristianismo ortodoxo en 2005.

## Trayectoria profesional

### Cine
Después de estudiar cine en la Academia de Artes Interpretativas (FAMU) de Praga (donde dirigió sus primeros cortometrajes, como Guernica, por el que en 1978 recibió su primer premio en el Festival de Cine de Karlovy Vary), Kusturica comenzó a dirigir para la Televisión Yugoslava. Tuvo un auspicioso debut en el cine con ¿Te acuerdas de Dolly Bell? (Sjecas li se, Dolly Bell) de 1981, film con el cual ganó ese año el premio León de Plata en el Festival de cine de Venecia.
Con Papá está en viaje de negocios (Otac na službenom putu) de 1985, ganó la Palma de Oro en el Festival de cine de Cannes, cinco premios yugoslavos, y fue nominado a los premios Oscar por la categoría "mejor película en lengua extranjera". Tanto '¿Te acuerdas de Dolly Bell? como Papá está en viaje de negocios fueron realizadas con la colaboración de Abdulah Sidran, un importante escritor y poeta bosnio contemporáneo quien escribió el guion para ambas películas con muchos elementos autobiográficos. En 1989 Kusturica fue aún más aclamado por la película Tiempo de gitanos (Dom za vesanje), una profunda y mágica mirada sobre la cultura gitana y la explotación de sus jóvenes.
Kusturica prosiguió realizando películas de renombre dentro de la siguiente década, incluyendo su debut en Estados Unidos, con la comedia de humor absurdo, El Sueño de Arizona (Arizona dreams) (1993).
Además volvió a ganar la Palma de Oro en 1995 con la épica comedia negra Underground. Como curiosidad hay que señalar que Emir Kusturica es uno de los pocos directores que ha conseguido ganar dos Palmas de Oro del Festival de Cannes.
Underground, de 1995, escrita por Dušan Kovačević y cofinanciada por el canal estatal yugoslavo, causó cierta controversia como siempre en él. La película detalla la historia de Yugoslavia desde el inicio de la Segunda Guerra Mundial hasta la Guerra de los Balcanes, iniciada en la década de los noventa. Mientras algunos críticos señalaban que se trataba de una propaganda que mostraba el conflicto desde un punto de vista pro-Serbio, otros señalaban que su irónica caracterización de las etnias de los Balcanes iba en detrimento de todas ellas.
En 1998 Kusturica ganó el León de Plata a la mejor dirección en el Festival de cine de Venecia por Gato negro, gato blanco (Crna mačka, beli mačor), una desaforada comedia farsesca ambientada en un campamento gitano en las riberas del Danubio.
En 2001 dirigió Super 8 Stories, un típico documental "en el camino" sobre la gira y vida de los músicos de Emir Kusturica & The No Smoking Orchestra. Este film ofrece una hilarante visión detrás de las bambalinas y rebosa de material sobre intimidades, pequeños matices a ser "leídos entre líneas" y detalles de los "pequeños placeres" de sus protagonistas,.
En 2004 Kusturica y su film La vida es un milagro (Život je čudo), concerniente a la guerra civil yugoslava, recibieron el Premio de la Educación Nacional (Prix de l'Éducation Nationale) de Francia. La vida es un milagro fue utilizada como una herramienta educativa a nivel nacional, en conjunto con un CD-ROM instructivo destinado a incitar el análisis y el debate entre estudiantes.
En el Festival de cine de Cannes de 2005 ofició de Presidente del Jurado.
En 2005 participó en la realización de Todos los niños invisibles (All the Invisible Children) iniciativa que reunió a siete directores para retratar los problemas por los que transitan los niños en la actualidad, en esta obra, Kusturica, participó con un corto llamado Blue Gypsy que cuenta la historia de Uros un niño que vive su último día de prisión en Serbia y Montenegro.
En 2008 realizó Maradona by Kusturica, documental dedicado al futbolista Diego Armando Maradona.
Desde fines de 2013, filma un documental sobre la vida del presidente uruguayo José Mujica, "el último héroe de la política".
En 2016 recibe el Bronce Dorado, premio otorgado por Animavì, el festival de cine de animación poética, por su carrera artística.

#### Filmografía
- Los Hombres De Cristo. Nuestro tiempo, 2024, documental
- El Pepe, una vida suprema, 2018, documental
- On the Milky Road, 2016
- Words with Gods, 2014
- Maradona by Kusturica, 2008, documental
- Prométeme (Zavet), 2007
- Blue Gypsy 2005, cortometraje
- La vida es un milagro (Život je čudo), 2004
- Super 8 Stories, 2001, documental
- Gato negro, gato blanco (Crna mačka, beli mačor), 1998
- Underground, 1995
- El sueño de Arizona (Arizona Dream), 1993
- Tiempo de gitanos (Dom za vešanje), 1988
- Papá está en viaje de negocios (Otac na službenom putu), 1985
- ¿Te acuerdas de Dolly Bell? (Sjećaš li se, Dolly Bell), 1981
- The Brides are Coming, 1978
- Guernica, 1978, cortometraje.

### Actuación
Emir Kusturica debuta en 1995 como actor en Underground donde aparece como un comprador de armas durante unos segundos.
Kusturica actúa por segunda vez en 2000, en la película La viuda de Saint-Pierre del director Patrice Leconte, interpretando el papel de "Neel Auguste".
En 2002 aparece nuevamente en la película El buen ladrón, del director Neil Jordan interpretando el papel de "Vladímir", un guitarrista y especialista en seguridad.
En 2009 interpretó a Sergei Gregoriev, un coronel de la KGB en la película francesa L'affaire Farewell del director Christian Carion.
En 2012 se interpreta a sí mismo como un director premiado en La Habana, Cuba, que sucumbe al mágico ambiente caribeño de la isla, en uno de la serie de cortos de la película 7 días en La Habana, del director Pablo Trapero

#### Lista de actuaciones
- 2022 - Srpska: The Struggle for Freedom: Él mismo.
- 2012 - 7 días en la Habana: Pablo Trapero.
- 2009 - El caso Farewell: Sergey Grigoriev.
- 2008 - Maradona by Kusturica: Él mismo.
- 2006 - There is no direction: Él mismo.
- 2006 - Viaggio Segreto: Harold.
- 2005 - Mister K: Él Mismo.
- 2004 - Pas assez de volume: Él mismo.
- 2003 - The good thief: Vladímir.
- 2003 - Strawberries at the supermarket (Jagoda u supermarketu): El General.
- 2001 - Super 8 Stories: Él mismo.
- 2000 - The widow of Saint-Pierre: Neel Auguste.
- 1998 - Crna macka, beli macor (Black Cat, White Cat)
- 1995 - Underground: Militar serbio de la guerra civil.
- 1993 - Arizona Dream: Cliente del bar en Nueva York.
- 1989 - Time of the Gypsies: Cliente del bar de Milán en la versión extendida.
- 1982 - 13 july: Oficial Italiano.
- 1978 - The brides are coming: El repartidor.

### Música
De 1986 a 1988, Kusturica formó parte de la banda de rock Zabranjeno Pušenje (en inglés: No smoking; en castellano: No fumadores) —oriunda de Sarajevo, República Socialista de Bosnia y Herzegovina— tocando el bajo.
Kusturica no tenía un papel de gran importancia en la banda. Sin embargo, esto cambió en 1999 incluso con el nombre de la banda, Emir Kusturica & The No Smoking Orchestra graban Unza unza time, producido por Universal Music Group. "Unza unza time" cuenta con un videoclip dirigido por el mismo Kusturica.
En marzo de 2005 Emir Kusturica & The No Smoking Orchesta graban su primer DVD Life is a Miracle in Buenos Aires, registrando un recital dado en Buenos Aires, Argentina. El CD y DVD fue publicado el 26 de septiembre del mismo año.
El músico y compositor Goran Bregović ha compuesto música para muchas de las películas de Kusturica, incluyendo Dom za vesanje; Arizona Dream, con Iggy Pop; y Underground.

### Arquitectura
Kusturica ganó en 2005 el Premio Europeo de Arquitectura Phillipe Rotthier por su proyecto de ciudadela étnica, Drvengrad («pueblo de madera»), ubicado sobre el monte Zlatibor en Serbia. El galardón se concede cada tres años por la Fundación para la Arquitectura (Fondation pour l'architecture) de Bruselas, Bélgica y es una de las más prestigiosas distinciones belgas y europeas en el campo arquitectónico.
En 2011 decidió construir una ciudad de piedra en honor al Premio Nobel de Literatura yugoslavo Ivo Andrić, serbio-bosnio, denominada Andrićgrad (Андрићград, o "ciudad de Andrić"), proyecto que concluyó el 28 de junio de 2014; está situada a unos kilómetros de la primera ciudad de Kusturica, Drvengrad, en Serbia (entre Bosnia y Herzegovina).

## Vida personal
Kusturica se define como yugoslavo. Hoy tiene, además, nacionalidad francesa. Kusturica está fuertemente marcado por la disolución de Yugoslavia, la gran tragedia europea de finales del siglo XX. Siempre quiso participar en la situación dramática de su lugar de origen, tanto en su cine como en sus posiciones sociales.

### Opiniones políticas

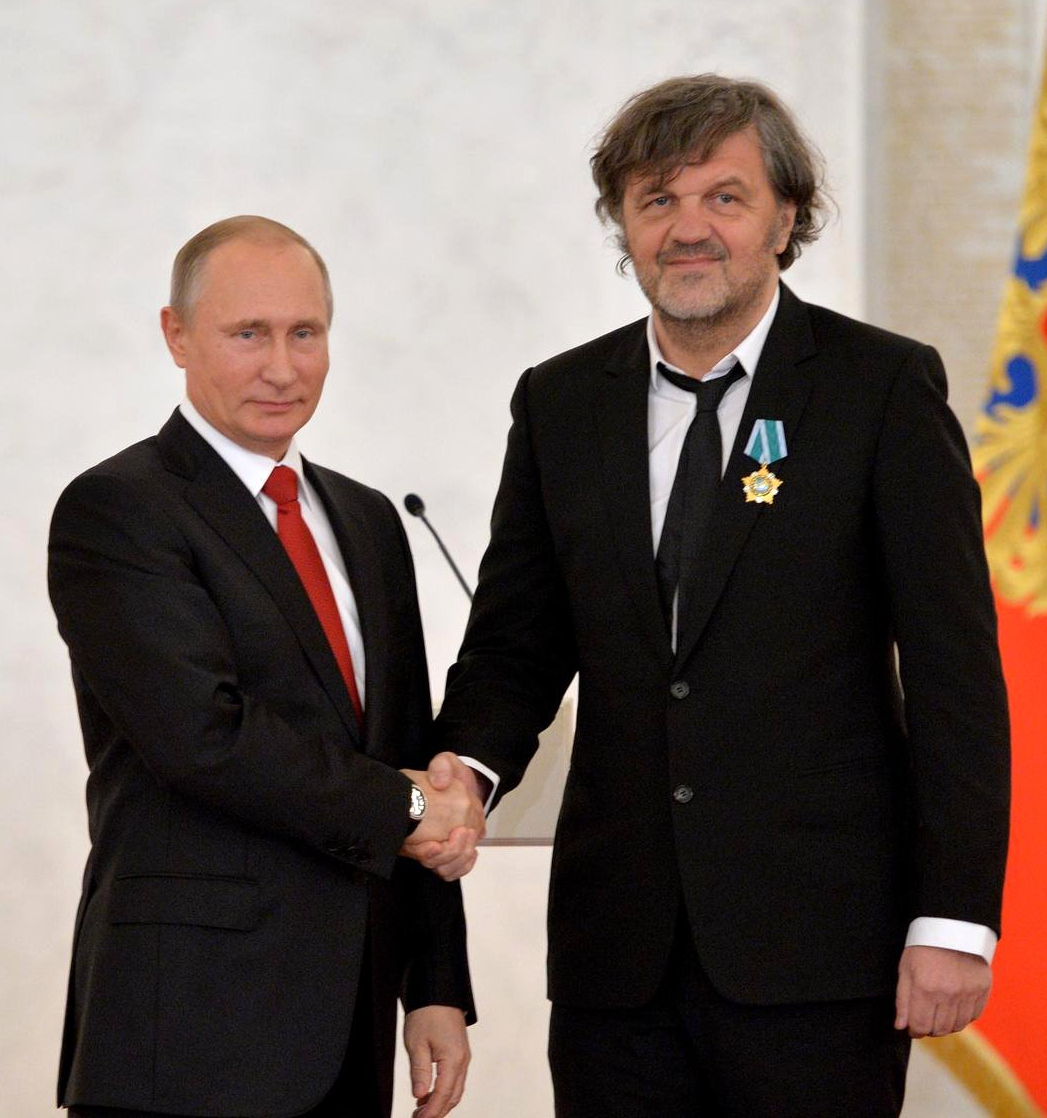
El presidente ruso Vladímir Putin y Kusturica en el Kremlin el 4 de noviembre de 2016.

En 2006, y junto a Patrick Modiano, Paul Nizon, Bulle Ogier y Elfriede Jelinek, Kusturica apoyó al escritor austriaco Peter Handke, que había sido criticado fuertemente en Alemania por su apoyo a Milošević y su negación del genocidio, y le fue censurada una obra en la Comédie-Française.
En 2008, participó en una manifestación serbia contra la independencia de Kosovo.
En 2014, declaró defender a Vladímir Putin por su intervención en Ucrania, haciendo un paralelo entre esta situación bélica, con protagonismo alemán evidente, y la padecida hacía pocos años en la ex-Yugoslavia, en la que intervino la opinión y ayuda foráneas.
Debido a sus posiciones prorrusas, Kusturica lleva tiempo siendo cuestionado. El director se ha posicionado a favor de la invasión rusa de Ucrania y ha señalado que está en contra de la Guerra ruso-ucraniana. Pero en marzo de 2022 comentó que lo que ocurría en Ucrania era «similar a la situación de Yugoslavia. El conflicto actual sobre Ucrania es básicamente la secuela del bombardeo de Yugoslavia por parte de la OTAN en 1999 ».

## Premios y distinciones
Premios Óscar
| Año  | Categoría                 | Película                       | Resultado |
| ---- | ------------------------- | ------------------------------ | --------- |
| 1986 | Mejor película extranjera | Papá está en viaje de negocios | Nominado  |

Festival Internacional de Cine de Cannes
| Año  | Categoría        | Película                       | Resultado |
| ---- | ---------------- | ------------------------------ | --------- |
| 1985 | Palma de Oro     | Papá está en viaje de negocios | Ganador   |
| 1985 | Premios FIPRESCI | Papá está en viaje de negocios | Ganador   |
| 1989 | Mejor director   | Tiempo de gitanos              | Ganador   |
| 1995 | Palma de Oro     | Underground                    | Ganador   |

Festival Internacional de Cine de Venecia
| Año  | Categoría                            | Película                    | Resultado |
| ---- | ------------------------------------ | --------------------------- | --------- |
| 1981 | León de Plata a la mejor ópera prima | ¿Te acuerdas de Dolly Bell? | Ganador   |
| 1981 | Premio FIPRESCI                      | ¿Te acuerdas de Dolly Bell? | Ganador   |
| 1981 | Premio OCIC - Mención Honorable      | ¿Te acuerdas de Dolly Bell? | Ganador   |
| 1981 | Premio Pasinetti                     | ¿Te acuerdas de Dolly Bell? | Ganador   |
| 1998 | León de Plata a la mejor dirección   | Gato negro, gato blanco     | Ganador   |
| 1998 | Pequeño León de Oro                  | Gato negro, gato blanco     | Ganador   |
| 1998 | Premio Laterna Magica                | Gato negro, gato blanco     | Ganador   |

- Guernica, Primer premio del Festival de cine de los estudiantes en Karlovy Vary, (1978).
- Sueños de Arizona, Oso de Plata Festival de cine de Berlín, (1993).
- Drvengrad («pueblo de madera»), Premio Europeo de Arquitectura Phillipe Rotthier, (2005).
- Premios César 2005 a la Mejor película de la Unión Europea por La vida es un milagro (Život je čudo).